# Librería Avant-Garde

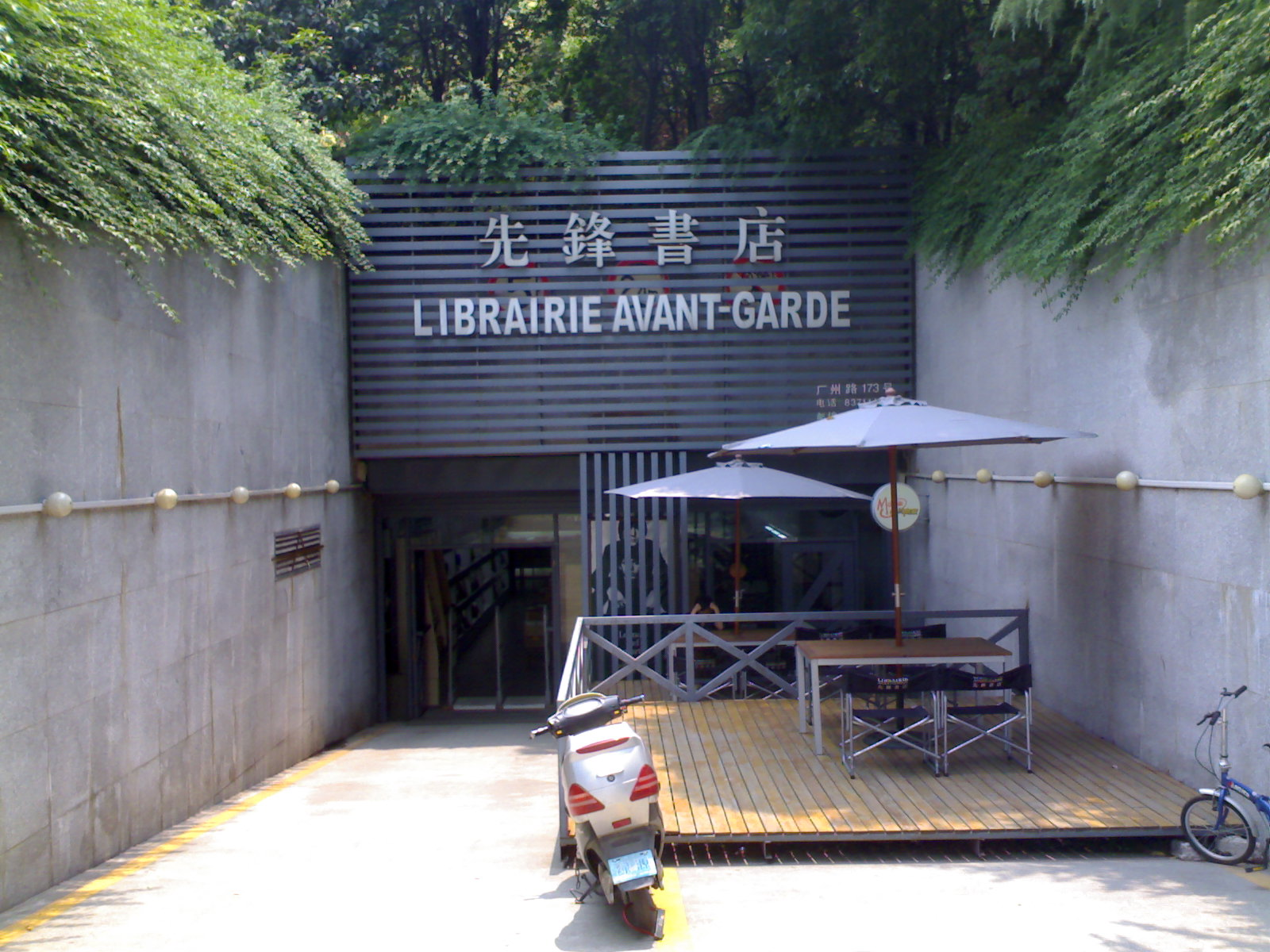
Entrada a la librería.

La Librería Avant-Garde (en chino, 先锋书店, xiānfēngshūdiàn; en francés, Librairie Avant-garde) es una librería de Nankín que ocupa 4000 metros cuadrados, situada en un antiguo búnker, luego convertido en aparcamiento de automóviles, debajo del estadio Wutaishan, en el número 173 de la calle Guangzhou.
Fue fundada en 1999 por Qian Xiaohua y ganó popularidad enseguida por su cercanía a la Universidad de Nankín, siendo incluso denominada «la segunda biblioteca de Nankín». La librería, además de tener en venta una ingente cantidad de libros, realiza firmas de libros, lecturas públicas, exhibiciones, actuaciones e incluso actuaciones musicales. También incluye un separado con una tienda con regalos creativos y diferentes y otro con una pequeña exhibición/museo en honor de los intelectuales del mundo. La librería ofrece té gratis, además de tener sofás, bancos y rincones de lectura.
La librería se ha ido expandiendo y existen otras ocho en Nankín y tres más fuera de la ciudad, en lugares de interés: una en Huishan, un antiguo pueblo conservado cerca de Nankín, una segunda está en el templo de la montaña de Bishan, a seis horas de Nankín, y la tercera está en medio de la montaña de Eshan, en una casa de estilo tradicional she.
La cadena de noticias estadounidense CNN la calificó en 2015 como la «Librería más bonita de China». En enero de 2014, la revista taiwanesa 远见杂志 (en español, «Revista visión») escribía: «un antiguo búnquer antibombas convertido en la librería más hermosa de China».

Vista del interior. Véanse las marcas del aparcamiento de coches en el suelo.